# Hiromitsu Horiike
Hiromitsu Horiike (født 24. maj 1971) er en tidligere japansk fodboldspiller.
Han har spillet for flere forskellige klubber i sin karriere, herunder FC Tokyo.